# Borghesiana (métro de Rome)
Borghesiana est une station de la ligne C du métro de Rome.

## Situation sur le réseau
Établie en surface, la station de Borghesiana est située sur la ligne C du métro de Rome, entre les stations Due Leoni - Fontana Candida, en direction de Lodi, et Bolognetta, en direction de Monte Compatri - Pantano.

## Historique
La station Borghesiana est mise en service le 9 novembre 2014, lors de l'ouverture à l'exploitation de la section de Parco di Centocelle à Monte Compatri - Pantano.